# Clyfford Still
Clyfford Still (Grandin, 30 novembre 1904 – Baltimora, 23 giugno 1980) è stato un pittore statunitense.

## Biografia
Clyfford Still nacque a Grandin, nel Dakota del Nord, il 30 novembre 1904.
Dopo essersi laureato in arte nel 1933, cominciò a viaggiare tra New York e la California.
Già dalla metà degli anni '30 Still aveva cominciato a dipingere opere che tendevano all'astrattismo; tuttavia, fu soltanto negli anni immediatamente successivi alla seconda guerra mondiale, dopo aver conosciuto Jackson Pollock e Mark Rothko, che sviluppò pienamente il nuovo e potente stile che lo avrebbe reso famoso: l'espressionismo astratto.

Queste amicizie furono molto importanti per il suo sviluppo artistico: la sua pittura a grandi campi irregolari di colori densi, attraversati da lacerazioni della materia e accesi da intensi contrasti cromatici, accetta solo in parte lo stile dell'action painting di Pollock per avvicinarsi al color field painting di Rothko e di Barnett Newman.

Tuttavia, mentre Rothko e Newman organizzano i loro colori in un modo relativamente semplice (Rothko sotto forma di rettangoli nebulosi, Newman in linee sottili su ampi campi di colore), le disposizioni di Still sono meno regolari, con lampi appuntiti di colore che danno l'impressione che uno strato di colore sia stato strappato dalla tela, rivelando i colori sottostanti.

Un altro punto di differenza con Newman e Rothko è il modo in cui la vernice è posta sulla tela: mentre Rothko e Newman usano in modo discreto colori piani e vernice relativamente sottile, Still usa un impasto spesso.

I colori più usati sono il nero, il giallo, il bianco ed il rosso; questi quattro colori, e le loro variazioni, sono predominanti nel suo lavoro, con una tendenza ad usare le tonalità più scure.
La prima mostra personale di Still si tenne a San Francisco nel 1943, a cui ne seguirono molte altre, tutte di grande successo; secondo molti critici furono proprio queste opere ad influenzare in modo decisivo lo sviluppo dell'espressionismo astratto sulla West Coast.

Nonostante la sua fama, Still visse sempre più isolato, rifiutandosi spesso di presenziare anche alle proprie mostre.

Nel 1961 si trasferì in una casa di campagna nello stato del Maryland, in cui rimase per gran parte del resto della sua vita, lontano dal clamore del mondo artistico. In questi anni si occupa anche di arte postale in Italia e in Francia.
Still morì a Baltimora, nello stato del Maryland, il 23 giugno 1980.